# Крест Екатеринославского похода
Крест Екатеринославского похода, также Знак Екатеринославского похода — знак отличия, который был учреждён 6 (19) июня 1920 года во время Гражданской войны в России приказом Главнокомандующего Вооружёнными силами на Юге России генерала П. Н. Врангеля. Им награждались участники Екатеринославского похода.

## Екатеринославский поход
После переворота в Украине новое правительство гетмана Скоропадского начало создавать собственные вооружённые силы, в состав которых входил 8-й гетманский корпус, находившийся в Екатеринославе (ныне город Днепр). Его командиром года был назначен генерал Васильченко. Формирование корпуса в Екатеринославе шло медленно, после скорого падения власти Скоропадского корпус состоял в основном из офицеров, большинство из которых до этого служили в бывшей русской армии и считавших русских и украинцев одним народом. Они не поддерживали тотальную украинизацию и русофобию проводившиеся пришедшим к власти в Украине Петлюры. Корпус отказался подчиняться петлюровским властям. Корпусу удалось победить в городских столкновениях, но из-за подхода более сильного подкрепления петлюровцев значительно превосходивших состав корпуса было принято решение идти на соединение с Добровольческой армией. В час ночи 27 ноября (10 декабря) 1918 года отряд под руководством сохранившего должность Васильченко выступил из Екатеринослава в направлении Крыма. Численность отряда составляла свыше 1050 человек. За 34 дня похода было пройдено около 500 вёрст и выдержано несколько боёв с петлюровскими, махновскими и советскими войсками. 30 декабря 1918 (12 января 1919) года отряд вступил в Симферополь и вошёл в состав Крымско-Азовской Добровольческой армии Вооружённых сил Юга России.

## Учреждение знака
6 (19) июня 1920 года, через полтора года после окончания Екатеринославского похода генерал Врангель находящийся на посту Главнокомандующего ВСЮР издал приказ об учреждении знак за Екатеринославский поход.

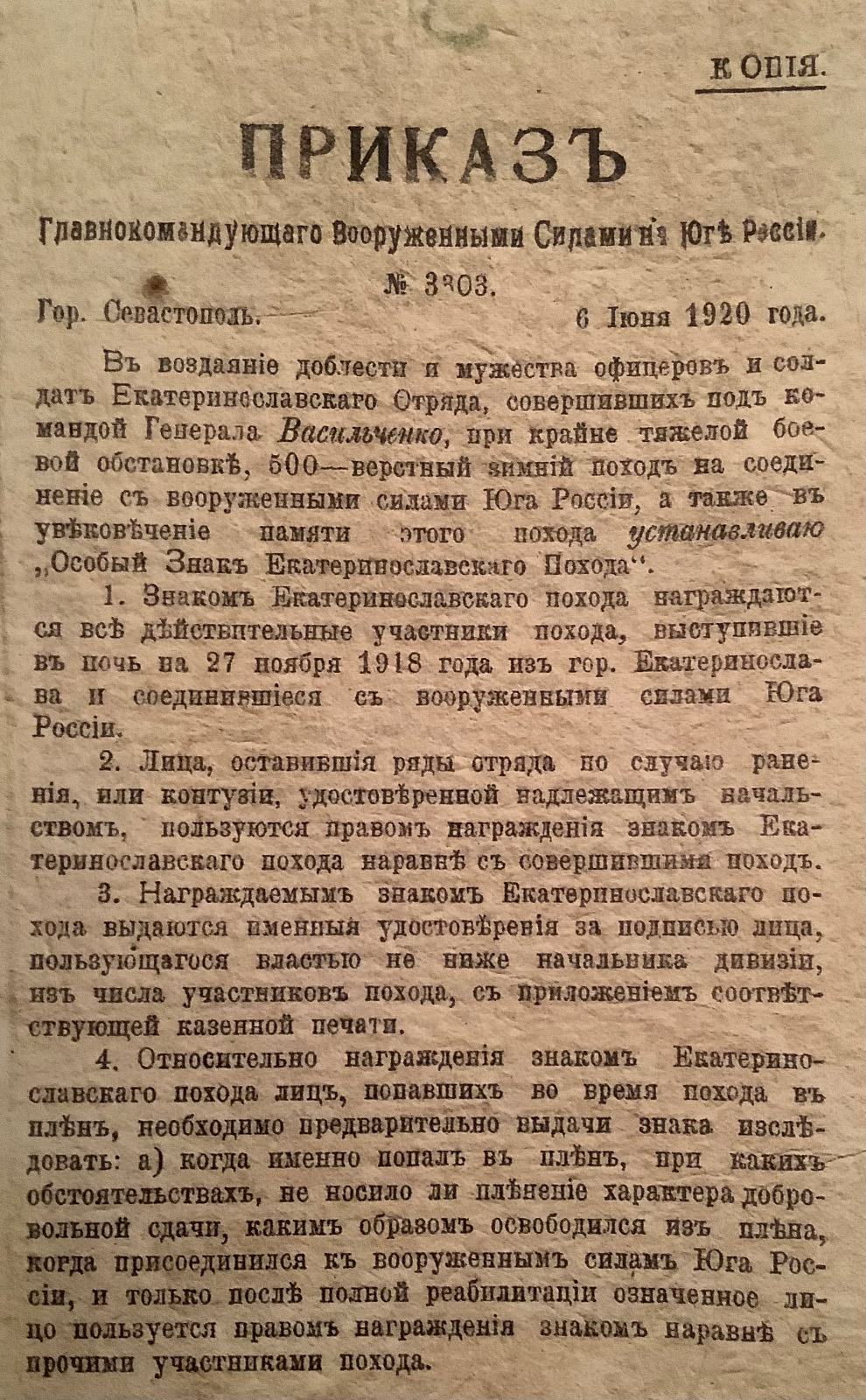
Копия приказа об учреждении Знака Екатеринославского похода

Приказ Главнокомандующего ВСЮР № 3303 от 6 (19) июня 1920 года:
«В воздаяние доблести и мужества офицеров и солдат Екатеринославского Отряда, совершивших под командой Генерала Васильченко, при крайне тяжёлой боевой обстановке, 500-вёрстный зимний поход на соединение с вооружёнными силами Юга России, а также в увековечение памяти этого похода устанавливаю «Особый знак Екатеринославского похода».
1. Знаком Екатеринославского похода награждаются все действительные участники похода, выступившие в ночь на 27 ноября (10 декабря) 1918  года из города Екатеринослава и соединившиеся с вооружёнными силами Юга России.
2. Лица, оставившие ряды отряда по случаю ранения, или контузии, удостоверенной надлежащим начальством, пользуются правом награждения знаком Екатеринославского похода наравне с совершившими поход.
3. Награждаемым знаком Екатеринославского похода выдаются именные удостоверения за подписью лица, пользующегося властью не ниже начальника дивизии, из числа участников похода, с приложением соответствующей казённой печати.
4. Относительно награждения знаком Екатеринославского похода лиц, попавших во время похода в плен, необходимо предварительно выдачи знака исследовать: a) когда именно попал в плен, при каких обстоятельствах, не носило ли пленение характера добровольной сдачи, каким образом освободится из плена, когда присоединился к вооружённым силам Юга России, и только после полной реабилитации означенное лицо пользуется правом награждения знаком наравне с прочими участниками похода.
5. Знак Екатеринославского похода, заслуженный павшими на поле брани, передаётся потомству или родственникам для сохранения в памяти их, но без права ношения.
6. Удостоверение на погибших в боях выдаётся тем лицам, коим передаётся для сохранения в памяти и самый знак похода.
7. Воинские чины, виновные в самовольном присвоении или ношении знака Екатеринославского похода, подлежат ответственности по закону.
8. Знак Екатеринославского похода, согласно прилагаемого рисунка, состоит из серебряного креста (форма и размер — ордена Святого Георгия 4-й степени), покрытого чёрной эмалью, с белым кантом по краям, обвитый терновым оксидированным венком. В середине щит с гербом города Екатеринослава на голубом фоне.
9. Знак Екатеринославского похода носится при всех формах одежды на русской национальной ленте (бело-сине-красной) на груди левее всех степеней Георгиевского креста и Георгиевской медали и правее всех прочих знаков отличия и медалей.»
Оговоренное в приказе место ношения знака сразу же за Георгиевскими крестами и медалями в соответствии с приказами № 499 от 21 сентября (4 октября) 1918 года и № 191 от 25 ноября (8 декабря) 1918, уже было занято Знаком 1-го Кубанского похода и Дроздовской медалью. И если в случае двух последних наград «накладка» объяснима (походы проходили в одно и то же время, поэтому один и тот же человек физически не мог участвовать одновременно в обоих), то почему для ношения знака Екатеринославского похода регламентировано то же самое место — остаётся непонятным.

## Изготовление знаков
Каких-либо документальных свидетельств о централизованном производстве или заказе знаков Екатеринославского похода не обнаружено либо не существует вовсе, хотя архив РОВС довольно хорошо сохранился. Вместо этого есть сведения о том, что эти знаки изготавливались по частным заказам в эмиграции уже значительно позже окончания Гражданской войны в России.
В 1938 году в Париже появилась инициативная группа во главе со штабс-капитаном Войнарским, собиравшая материалы по истории Екатеринославского похода. Среди сохранившейся небольшой части этого архива были обнаружены следующие документы:
1. Открытка с ответом начальника 2-го отдела РОВС генерала фон Лампе на запрос Войнарского, в котором он пишет: «Увы, по вопросу об отряде генерала Васильченко имею только знак за Екатеринославский поход, в своё время заказанный мною в Париже в мастерской, кажется, Благовещенского» (в 1920—1930-е годы в Париже существовала мастерская, только не Благовещенского, а В. Н. Богоявленского, которая по частным заказам изготавливала награды как Российской империи, так и Белого движения);
2. Письмо Войнарскому от секретаря-казначея Военно-библиографического справочника Института изучения проблем войны и мира подпоручика инженерных войск Маляревского (участника Екатеринославского похода), в котором сообщается: «Кстати, здесь [то есть в Париже] делаются знаки похода нормального размера и малый в петлицу».

## Вручение знаков

Изображение знака

В приказе не оговорен порядок вручения знаков. Никаких других документов об этом также не существует. В довольно хорошо сохранившихся архивах РОВС не обнаружено ни одного документа или упоминания о награждении знаком Екатеринославского похода.
Есть письмо Маляревского, в котором он написал: «В Екатеринославе они состояли в Добровольческой дружине [инженерном взводе] до самого похода, в самом походе участия не принимали, и вчетвером пробрались в Крым и выехали нам на встречу, Кажется в Перекоп, за их отвагу им были выданы удостоверения об участии в походе с отметкой о том, что они в боях участия не принимали, и дано было право на ношение знака».
В письме не понятно кто принимал решение о награждении их знаком Екатеринославского похода. Можно предположить, что этим занималось управление Союза участников Екатеринославского похода, который был создан в Галлиполи. Однако есть свидетельства полковника Краснописцева   сохранившиеся в фонде Лампе Бахметьевского архива: «Переезд из Галлиполи в Болгарию и Югославию и дальнейшее распыление участников похода по разным странам земного шара не дало возможности правлению собраться и привести в жизнь постановления общего собрания Союза екатеринославцев в Галлиполи».
Из этого письма ясно, что если Союз и принимал какие-то решения о награждениях, то только в период нахождения в Галлиполи, по крайней мере лишь тогда они исполнялись. Вероятно, знаки Екатеринославского похода его участникам официально не выдавались. Известные в коллекциях знаки заказывались самими участниками индивидуально. Однако наличие порядковых номеров на реверсе знаков, а тем более когда самые большие номера у известных знаков 180—210 говорит о том, что счёт знаков всё же вёлся. Возможно это был неофициальный учёт, но круг награждённых для неофициального учёта довольно велик.

## Описание знака

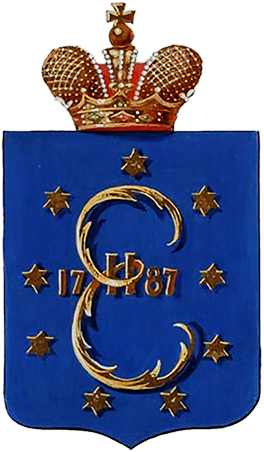
Герб города Екатеринослава, изображённый на знаке

Знак Екатеринославского похода представлял собой серебряный крест (формы Георгиевского креста), покрытый чёрной эмалью (с белой каймой по краям креста). Стороны креста соединялись серебряным терновым венцом, в центре креста находился щиток с гербом города Екатеринослава (в голубом поле вензель императрицы Екатерины II, окружённый девятью золотыми звёздами) под золотой императорской короной. Носили знак на национальной бело-сине-красной ленте.
Известны также знаки, отличающиеся от описанных в учредительном документе, их носили не на ленте, а на винте. Размеры знаков варьировались — 37х37 мм, 35х35 мм и др. На реверсе знака на нижнем луче креста иногда ставился номер награждения.